# Merijal
Oy Merijal Ab var en sötsaksfabrik i Uleåborg som grundades 1915 av apotekaren Yrjö Wilhelm Jalander. 
Fabrikens mest kända produkt var tjärpastiller, som började tillverkas 1933; därtill framställdes bland annat marmelader och likörer. Merijal såldes 1970 till Oy Strengberg Ab (sedermera Oy Rettig Ab), som i sin tur 1992 avyttrade fabriken till Huhtamäki Oy. Verksamheten nedlades 1996.